# Flying V
Flying V er en el-guitar model der blev introduceret af guitarfabrikanten Gibson i 1958. Guitarens krop på en Flying V har form som et omvendt "V". Denne type guitarer høstede popularitet i 1960'erne hvor bl.a. Jimi Hendrix anvendte en Flying V-formet guitar. Fra 1970'erne har guitartypen set stor udbredelse blandt rock- og heavy metal-grupper; også bygget af andre firmer fx Dean.
De første prototyper blev produceret af Gibson i 1957, som en del af firmaets moderne serie, som skulle være med til at give firmaet et mindre gammeldags image. De solgte dog ikke særlig godt, men Gibson genoptog produktionen i 1967 hvor bl.a. Jimi Hendrix var med til at give modellen mere succes end den mødte i slutningen af 1950'erne og starten af 1960'erne.
I 70'erne og 80'erne blev denne guitar meget udbredt inden for heavy metal genren. Det skyldtes blandt andet det lidt aggressive udseende samt den skarpe lyd fra de keramiske 500T pickupper der gjorde den god til metal. I 80'erne og 90'erne begyndte andre producenter at lave andre varianter af guitaren. En af de mest kendte udgaver er Jacksons Randy Rhoads model bygget til guitaristen Randy Rhoads fra Quiet Riot og Ozzy Osbournes band. Den havde et "vildere" look, med spidsere "vinger" og hoved. Bl.a. ESP har også produceret en udgave af denne guitar, som blandt andet Dave Mustaine fra Megadeth har som signatur model.
Flying V's popularitet er faldet i de senere år, da bl.a. metalgenren er blevet hårdere end den var i 70'erne og 80'erne. Der har også altid været masser af producenter der producerede meget nøjagtige kopier. I dag producerer Gibsons underfirma Epiphone nogle forskellige flying V modeller, blandt andet en re-issue model af 1958 udgaven som ikke produceres under navnet Gibson.